# 李鍾元
李 鍾元（イ・ジョンウォン、り しょうげん、이종원、Lee Jong Won、1953年8月10日 - ）は、日本在住の韓国人政治学者。早稲田大学名誉教授。立教大学名誉教授。国際政治学専攻。
在籍する早稲田大学やマスメディアでは、名前の表記を李鍾元（リー・ジョンウォン）として活動している。しばしば「李鐘元」と誤記される。

## 略歴
韓国・大邱広域市出身。1974年ソウル大学校工学部中退後、1982年来日。1984年国際基督教大学教養学部卒（指導教授は斎藤眞）。1988年東京大学大学院法学政治学研究科政治学専攻修士課程修了（指導教官は坂本義和）。博士（法学）。1988年東京大学法学部助手、1911年東北大学法学部助教授、立教大学法学部教授を経て、2012年4月から2024年3月まで早稲田大学大学院アジア太平洋研究科教授。
1998年から2000年まで米国プリンストン大学客員研究員を務めた。朝日新聞アジアネットワーク客員研究員も務めた。

## 研究分野
国際政治学を専攻し、研究テーマは「冷戦期の東アジアの国際関係」。1991年3月東京大学法学部に提出した助手論文の題目は、「戦後アジアにおける米国の『地域統合』構想と韓日関係一九四五-一九六〇」である。特にアメリカのアジア政策、アジアの地域主義・地域統合、戦後の日本・アジア関係史、現代大韓民国政治など東アジアの国際政治を専門とする。
1996年『東アジア冷戦と韓米日関係』で第13回大平正芳記念賞、第1回アメリカ学会・清水博賞、米国歴史家協議会外国語著作賞を受賞。
「東アジアでは現在も冷戦が終わっていない」との観点から、東アジア（中国・台湾・朝鮮半島）と日本・アメリカの関係を読み解く議論を展開している。

## 著書

### 単著
- 『東アジア冷戦と韓米日関係』（東京大学出版会, 1996年）

### 共編著
- （姜尚中・水野直樹）『日朝交渉――課題と展望』（岩波書店, 2003年）
- （藤原帰一・古城佳子・石田淳）『国際政治講座（3・4巻）』（東京大学出版会, 2004年）
- （田中孝彦・細谷雄一）『日本の国際政治学（4）歴史の中の国際政治』（有斐閣, 2009年）
- 『歴史としての日韓国交正常化（1）東アジア冷戦編』、李鍾元・木宮正史・浅野豊美編、法政大学出版局、2012年
- 『歴史としての日韓国交正常化（2）脱植民地化編』、李鍾元・木宮正史・浅野豊美編、法政大学出版局、2012年
- 『戦後日韓関係史』、李鍾元・木宮正史、磯崎典世、浅羽祐樹、有斐閣アルマ、2017年
- 李鍾元、木宮正史、尾形聡彦、朱建栄、田中均、太田昌克ほか 著、李鍾元、木宮正史 編『朝鮮半島 危機から対話へ―変動する東アジアの地政図』岩波書店、2018年10月12日。ISBN 978-4000238977。